# Scotophobin
Scotophobin (von altgriechisch σκότος skótos „Dunkelheit“ und φόβος phóbos „Furcht“) ist der Name einer hypothetisch Dunkelangst erzeugenden Verbindung, die vom Neurowissenschaftler Georges Ungar 1968 entdeckt und in einer Pressemitteilung am 26. Dezember 1970 benannt wurde. Scotophobin, so schienen die Ergebnisse von Ungar und seinen Mitarbeitern zu zeigen, erzeugt in verschiedenen Säugetieren und Fischen Angst vor dem Dunklen. Die wissenschaftlich umstrittene Identifikation, Isolierung und Synthese dieser Substanz war für etwa ein Jahrzehnt Kernargument für die Hypothese, dass Erinnerungen im Gehirn molekular gespeichert werden, und es folgten zahlreiche Konferenzen und Bücher zu diesem Thema.
Nach heutigem Wissensstand kann Scotophobin nicht die Wirkung gehabt haben, die ihm zugeschrieben wurde, denn das Gedächtnis ist nicht molekular, sondern in der Struktur und Stärke der Verbindungen zwischen Nervenzellen gespeichert.

## Beschreibung

Die Molekülstruktur von Scotophobin mit der Sequenz: Serin-Asparaginsäure-Asparagin-Asparagin-Glutamin-Glutamin-Glycin-Lysin-Serin-Alanin-Glutamin-Glutamin-Glycin-Glycin-Tyrosin-NH_{2}.

Scotophobin ist ein Peptid von 15 Aminosäuren, d. h. ein Pentadecapeptid; der Einbuchstabencode ist SDNNQQGKSAQQGGY. Es wurde erstmals aus dem Gehirn von Dunkelangst-trainierten Ratten extrahiert, wird kommerziell gentechnisch erzeugt und kann auch in Totalsynthese hergestellt werden.
Die genaue Funktion von Scotophobin ist bis heute (Stand 2016) unklar. Die Aminosäuresequenz ähnelt der von verschiedenen Neuropeptiden, insbesondere der Enkephaline und der Substanz P. Es wurde daraus geschlossen, dass es also eine ähnliche Rolle im Nervensystem spielen könnte. Sollte Scotophobin tatsächlich relevant für das Nervensystem sein, wäre es vermutlich ein Peptidhormon oder ein Neuromodulator.

## Vorgeschichte

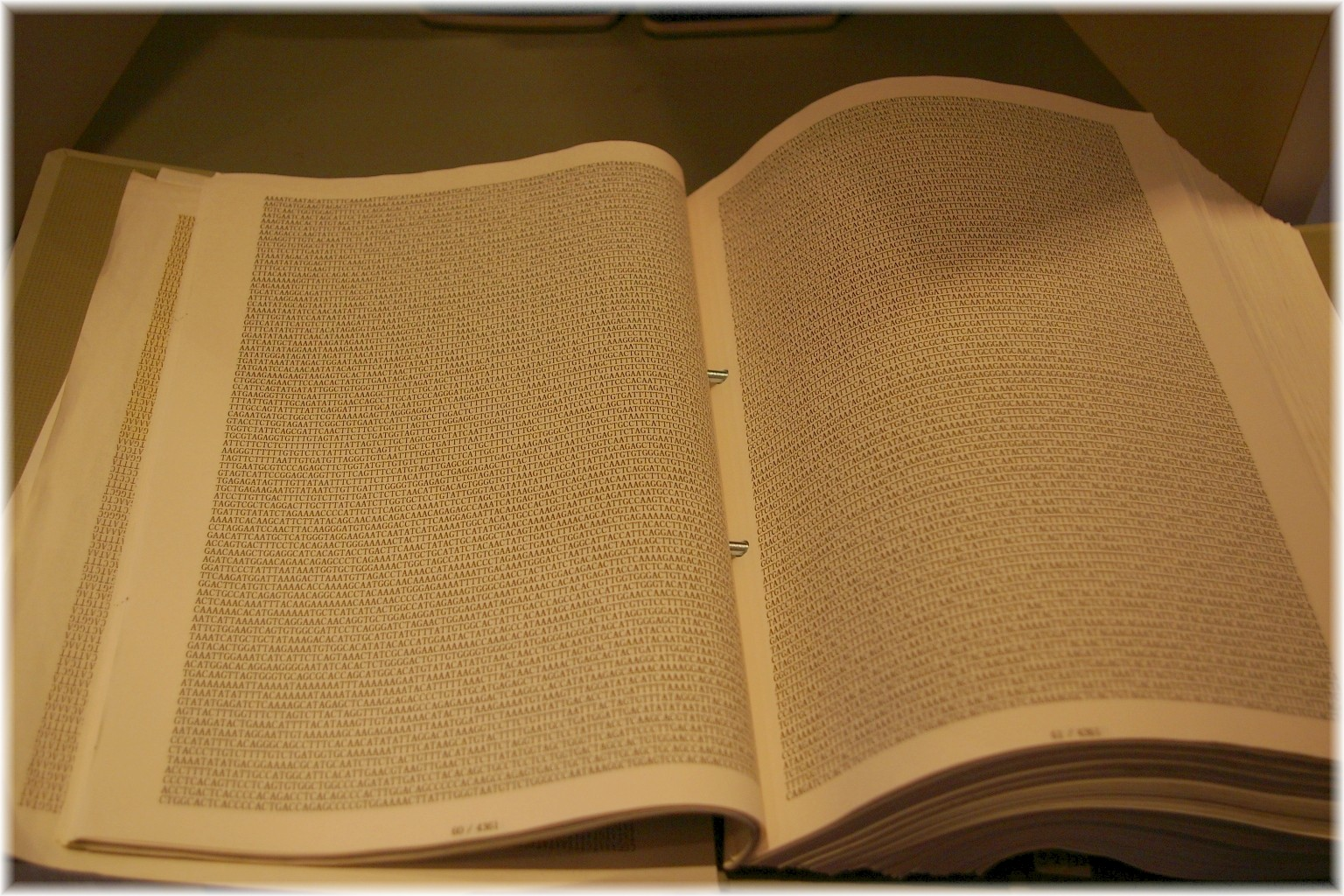
Nukleinsäuren speichern Informationen, unter anderem für Proteinsequenzen, wie Marshall Nirenberg und Heinrich Matthaei mit ihrem Poly-U-Experiment gezeigt hatten. Bis in die 1970er wurde spekuliert, dass auch Erinnerungen so oder ähnlich codiert sein könnten.

Die Geschichte der Theorie von molekularen Substraten als Grundlage des Gedächtnisses geht auf Arbeiten in der Mitte des 20. Jahrhunderts zurück. Nach der Entdeckung der Beziehung zwischen DNA und Proteinen, durch die Entdeckung, dass das Immunsystem ein Leben lang Antikörper gegen bestimmte Antigene bilden kann, und da das Erbgut nicht nur die äußere Form eines Organismus, sondern auch sein Verhalten codiert, waren Biomoleküle wie DNA oder Proteine naheliegende Kandidaten, wie Informationen im Gehirn abgelegt sein könnten. Joseph Katz and Ward Halstead formalisierten diese Idee im Jahr 1950.
Katz und Halstead schlugen vor, dass eine Erfahrung die Produktion eines bestimmten Proteins verursache. Sie spekulierten, dass es sich bei dem Protein um ein Nucleoprotein handeln könne, das für die Zelle dann eine ähnliche Aufgabe übernehme wie ein Gen, und das Protein würde sich selbst reproduzieren können. Zahlreiche Kopien solcher Proteine würden in die Zellmembran eingebaut und, so spekulierten sie, könnten entweder die Erregungsweiterleitung beeinflussen oder über Synapsen weitergegeben werden, wodurch mehrere Zellen Teil eines neuronalen Netzes würden. Eine so gebildete Gruppe von Nervenzellen könnte dann durch einen bestimmten Stimulus spezifisch aktiviert werden, um ein gelerntes Verhalten zu reproduzieren. Verschiedene Erinnerungen würden sich durch unterschiedliche chemische Zusammensetzung und sterische Struktur der Proteine unterscheiden.

## Hypothese: Molekularer Code der Gedächtnisspeicherung

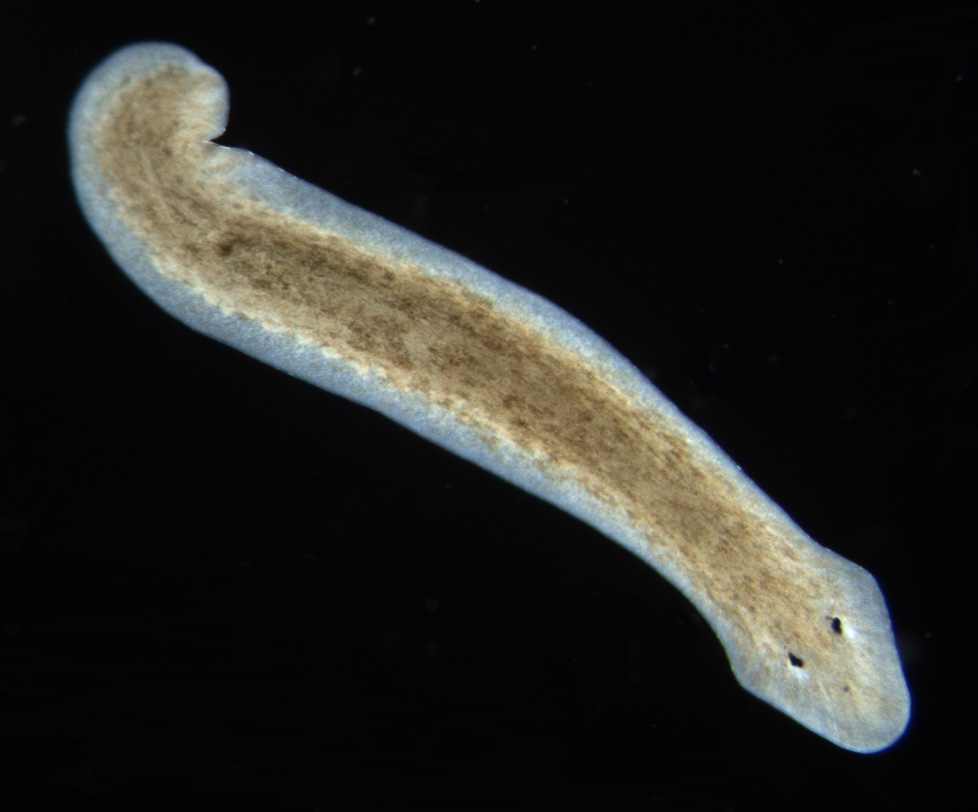
Dugesia subtentaculata: ein Vertreter der Dugesia

Eine Reihe einfacher Experimente, in denen Vertreter der Dugesia, einer Gattung in der Klasse der Strudelwürmer, klassisch konditioniert und anschließend an andere Dugesia-Individuen verfüttert wurden, schien zu unterstützen, dass Erinnerungen so weitergegeben werden könnten. Die Idee eines „molekularen Gedächtnisses“ wurde dabei mit dem Begriff „biochemical engram“ subsumiert. Ab 1965 wurden zu dieser Art von Erinnerungstransfer Experimente auch in Säugetieren durchgeführt. Eines der ersten Experimente von Georges Ungar, einem Wissenschaftler am Baylor University College of Medicine in Houston, schien den Transfer von Resistenz gegenüber dem Opiat Morphin in Ratten zu zeigen. Weitere Experimente zeigten dann den Transfer der Habituation an laute Geräusche sogar zwischen Spezies (von Ratten auf Mäuse). Ungar nannte diese Hypothese „a molecular code of memory“.

## Entdeckung von Scotophobin
1968 publizierten Ungar und Mitarbeiter ein weiteres Experiment im Fachblatt Nature. In diesem Experiment wurden Ratten in einem Käfig platziert, in dem es einen erleuchteten und einen verdunkelten Teil gab. Sobald ein Tier den verdunkelten Teil betrat, erhielt es einen Stromschlag, woraufhin es wieder in den beleuchteten Teil des Käfigs flüchtete. Die Tiere wurden so mehrere Tage konditioniert. Anschließend wurden ihre Gehirne isoliert, homogenisiert und nach unterschiedlicher chemischer Behandlung in Mäuse intraperitoneal injiziert. Führte Ungar nun ein ähnliches Experiment mit den so behandelten Mäusen durch, verbrachten die Mäuse im Vergleich zur Kontrollgruppe signifikant weniger Zeit im verdunkelten Teil eines Testkäfigs als im erleuchteten. Durch verschiedene chemische Behandlungen engte man das Molekül, das die „Angst vor dem Dunklen“ transferierte, auf ein Peptid der Länge von 6 bis 10 Aminosäuren ein. Die Studie hatte eine große Wirkung in der Fachwelt, und Ungar veröffentlichte anschließend ein Buch über die molekulare Basis des Gedächtnisses, in dem zahlreiche weitere Beiträge zusammengetragen sind. Im Jahr 1972 schließlich wurde die Isolierung, Sequenzierung und Totalsynthese von Scotophobin berichtet.

Gezeigt ist die relative Zeit, die Mäuse für den Weg aus einem von je zwei Labyrinthen brauchen. Einem Teil der Mäuse wurde dabei Hirnlysat von Tieren injiziert, die je eines der Labyrinthe schon kannten. Die mit x-y bezeichneten Kurven zeigen Experimente, bei denen Mäuse in Labyrinth x getestet wurden und die Lysat von Tieren aus Labyrinth y erhielten. Diese Daten scheinen zu zeigen, dass die 1-1- und 2-2-Tiere deutlich schneller als die anderen Gruppen ihren Weg finden.

## Zeitgenössische Kritik
Schon die Experimente mit Dugesia wurden wegen der überraschenden Ergebnisse teils heftig diskutiert und tatsächlich gab sich sogar Georges Ungar überrascht von der Stärke des von ihm beobachteten Effekts. Schon früh führte dies zu einem Artikel im Fachblatt Science, unterschrieben von 23 Wissenschaftlern, die 18 Experimente vorstellten, die allesamt den Transfer von Erinnerungen nicht reproduzieren konnten.
1971 wurde die Arbeit von Georges Ungar nach einer Bewerbung um Forschungsgelder vom National Institute of Mental Health in seinem Labor begutachtet. Vom Begutachtungsgremium wurde vorgeschlagen, sicherzugehen, dass die Ergebnisse nicht durch die unspezifische Übertragung von Stress oder Erregung entstanden seien. Es wurde ihm außerdem empfohlen, anderen Laboratorien Proben von synthetischem Scotophobin zugänglich zu machen. Im Review von B. Setlow wird spekuliert, dass Ungar nach dieser Begutachtung erkannte, dass das Verhalten der Tiere durch die fehlenden Kontrollen einen Effekt nur vorgegaukelt haben könnte.
Die Reaktion von Ungar und seinen Mitarbeitern war es daraufhin, sowohl ihre Ergebnisse zu spezifizieren, als auch eine komplette Theorie chemisch kodierter Erinnerungen zu veröffentlichen. Dies führte zu einer Reihe von kritischen Kommentaren zur Isolierung und Synthese von Scotophobin. Besonders ist die Untersuchung von Walter W. Stewart, einem Biochemiker der National Institutes of Health, zu erwähnen, der im Detail zeigte, „dass die Forscher [Ungar und Mitarbeiter] nicht den Hauch einer Idee hatten, was sie wirklich gefunden hatten.“ Stewart ging sogar so weit, dass er eine hypothetische Substanz Pseudo-Scotophobin vorschlug, deren Eigenschaften besser zu den von Ungar präsentierten Daten passte als Scotophobin selber.
Dennoch setzte Ungar seine Arbeit fort und publizierte bis zu seinem Tod im Jahr 1978 einige Reviews zur Theorie des molekularen Substrats der Erinnerung. Die Ergebnisse der Begutachtung unter Roger W. Russel wurden 1972 veröffentlicht.

## Rezeption in der Öffentlichkeit
Die vermeintlichen Ergebnisse mit Scotophobin hatten eine deutliche Wirkung in der Öffentlichkeit. In den späten 1960ern und 1970ern gab es eine Reihe von Artikeln in zahlreichen Zeitungen, und die Idee des Prinzips der „molekularen Erinnerung“ überlebt bis heute, beispielsweise im Film Unforgettable von 1996, der Fernsehserie iZombie oder in populärwissenschaftlichen Werken.

## Heutige Beurteilung
Trotz des einst intensiven Studiums des Peptids fand diese Forschungsrichtung etwa 15 Jahre nach den ersten Fachartikeln ein Ende. Nach Meinung des Neurobiologen James L. McGaugh wird dieses Kapitel der Hirnforschung auch heute noch mit einer gewissen Verlegenheit betrachtet. So viele wissenschaftliche Karrieren seien durch diese Experimente zerstört worden, dass innerhalb des Fachs immer noch eine Art Scham bezüglich der gesamten Ära herrsche:

“The memory transfer experiments drew in so many researchers initially and subsequently destroyed enough careers that, even today, there seems to be a sense of collective embarrassment in the field about the whole era.”

„Die Gedächtnisübertragungsexperimente zogen ursprünglich so viele Forscher in ihren Bann und zerstörten anschließend hinreichend viele Karrieren, dass im Forschungsfeld selbst heute eine gewisse kollektive Verlegenheit zu der gesamten Ära herrscht.“